# فرودگاه منطقه‌ای منهتن
فرودگاه منطقه‌ای منهتن (به انگلیسی: Manhattan Regional Airport) یک فرودگاه همگانی با کد یاتا MHK است که یک باند فرود بتن دارد و طول باند آن ۲۱۳۴ متر است. این فرودگاه در شهر منهتن، کانزاس کشور ایالات متحده آمریکا قرار دارد و در ارتفاع ۳۲۲٫۲ متری از سطح دریا واقع شده است.